# Sollecito Arisi
Sollecito Arisi (fl. fine XVI secolo-metà del XVII) è stato un pittore, monaco cristiano agostiniano italiano attivo a Lodi.

## Biografia
Sembra aver fatto parte della Scuola di Cremona, e il suo stile ricorda quello di Giovan Battista Trotti. Affrescò la biblioteca del convento agostiniano di Lodi, ma l'opera fu distrutta nel XIX secolo. A Lodi dipinse anche un'Adorazione dei Magi (1596) per la chiesa di Sant'Agnese, un San Francesco riceve le stimmate, con donatori (1611) per la chiesa di San Francesco, una Visitazione di Maria ad Elisabetta con i Santi Giuseppe e Zaccaria (1651) per la chiesa del Carmine e una Madonna con Bambino e donatori nel Convento di Sant'Agostino a Crema.